# Brad Fuller (Filmproduzent)

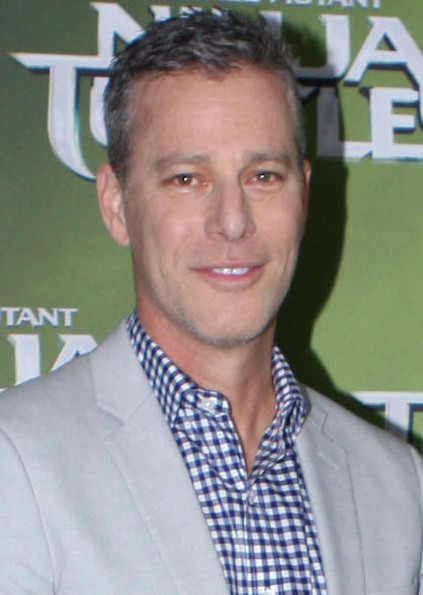
Brad Fuller (2014)

Bradley Corwin „Brad“ Fuller (* 1965) ist ein US-amerikanischer Filmproduzent, der vor allem Horrorfilme produziert.

## Leben
Bradley Fuller wurde 1965 in eine Familie von Kinobetreibern geboren. Seine Eltern waren Irving und Bonnie Fuller (geborene Corwin). Die Familie Corwin betrieb seit 1923 in Los Angeles ein Kino. Sein Großvater Sherrill C. Corwin vergrößerte das Unternehmen zu einer Kinokette in Kalifornien und produzierte in den 1970er Jahren auch einige Kinofilme.
Fuller schloss 1987 sein Studium an der Wesleyan University in Connecticut ab. Er arbeitete zunächst in einer Künstleragentur und begann Mitte der 1990er Jahre mit der Produktion erster Spielfilme.
Um das Jahr 2002 gründete Fuller gemeinsam mit Michael Bay und Andrew Form die Filmproduktionsgesellschaft Platinum Dunes, mit der sie zunächst vornehmlich Neuverfilmungen erfolgreicher Horrorfilme der 1970er produzieren. 2013 produzierte Platinum Dunes in Zusammenarbeit mit Blumhouse Productions den dystopischen Thriller The Purge – Die Säuberung, der im Vergleich zu seinem geringen Budget an den Kinokassen sehr erfolgreich war und mehrere Fortsetzungen nach sich zog. Danach produzierte Fullers Unternehmen zunehmend eigenständige Stoffe. Die Comicverfilmung Teenage Mutant Ninja Turtles und der Horrorfilm Ouija – Spiel nicht mit dem Teufel waren trotz negativer Kritiken finanziell erfolgreich. 2014 wurden Bay, Fuller und Form vom Hollywood Reporter als „Producers of the Year“ ausgezeichnet. Der Horror-Thriller A Quiet Place (2018) konnte schließlich Filmkritiker und Zuschauer gleichermaßen überzeugen. Nach dem Erfolg des Films gründeten Fuller und Andrew Form noch im gleichen Jahr das Produktionsunternehmen Fully Formed Entertainment, das einen dreijährigen First-Look-Deal mit Paramount Pictures abschloss. 2020 beendeten Fuller und Form ihre langjährige Zusammenarbeit.
Fuller sitzt im Board of Councilors der USC School of Dramatic Arts an der University of Southern California.
Brad Fuller ist verheiratet und hat zwei Söhne, darunter den Schauspieler Cameron Fuller.

## Filmografie (Auswahl)
Produzent
- 1995: Fight Zone
- 1998: Virtual Girl
- 2000: Sterben – Aber richtig! (A Better Way to Die)
- 2001: Virtual Girl 2: Virtual Vegas
- 2002: Ohne jeden Ausweg (Emmett's Mark)
- 2006: Texas Chainsaw Massacre: The Beginning (The Texas Chainsaw Massacre: The Beginning)
- 2007: The Hitcher
- 2009: The Unborn
- 2009: Horsemen
- 2009: Freitag der 13. (Friday the 13th)
- 2010: A Nightmare on Elm Street
- 2013: The Purge – Die Säuberung (The Purge)
- 2014: The Purge: Anarchy
- 2014: Teenage Mutant Ninja Turtles
- 2014: Ouija – Spiel nicht mit dem Teufel (Ouija)
- 2015: Project Almanac
- 2016: Teenage Mutant Ninja Turtles: Out of the Shadows
- 2016: The Purge: Election Year
- 2016: Ouija: Ursprung des Bösen (Ouija: Origin of Evil)
- 2018: A Quiet Place
- 2018: The First Purge
- 2020: A Quiet Place 2
- 2021: The Forever Purge
- 2024: A Quiet Place: Tag Eins (A Quiet Place: Day One)
- 2024: Apartment 7A
- 2024: Elevation
- 2025: The Astronaut
- 2025: Drop – Tödliches Date (Drop)

Executive Producer
- 2003: Michael Bay’s Texas Chainsaw Massacre (The Texas Chainsaw Massacre)
- 2005: Amityville Horror – Eine wahre Geschichte (The Amityville Horror)
- 2014–2017: Black Sails (Fernsehserie, 38 Episoden)
- 2014–2018: The Last Ship (Fernsehserie, 55 Episoden)
- 2018–2019: Tom Clancy’s Jack Ryan (Fernsehserie, 16 Episoden)
- 2016: Billion Dollar Wreck (Fernsehserie, 9 Episoden)
- 2018–2019: The Purge – Die Säuberung (The Purge, Fernsehserie, 20 Episoden)